# Chiesa di San Bartolomeo Apostolo (Sant'Eufemia a Maiella)
La chiesa di San Bartolomeo Apostolo è la parrocchiale di Sant'Eufemia a Maiella, in provincia di Pescara e arcidiocesi di Chieti-Vasto; fa parte della zona pastorale di Scafa.

## Storia
La chiesa di San Bartolomeo Apostolo venne costruita nella seconda metà del Quattrocento nel nuovo nucleo urbano da poco sviluppatosi.
L'edificio fu interessato tra il principio del Cinquecento e la metà del secolo successivo da alcuni interventi di modifica e di rimaneggiamento, in occasione dei quali vennero realizzati i portali d'ingresso, le strutture della facciata e gli elementi dell'interno.
Nel 1978, con decreto recante la data 1° aprile, l'arcivescovo di Chieti e amministratore apostolici di Vasto Vincenzo Fagiolo unì la parrocchia di Santa Maria delle Grazie di Roccacaramanico a quella di Sant'Eufemia a Maiella, che contestualmente assunse il doppio titolo di San Bartolomeo Apostolo e Nostra Signora Madonna delle Grazie; tuttavia, il 27 settembre 1986 l'arcivescovo di Chieti e Vasto Antonio Valentini rispristinò la dedicazione originaria della parrocchia.
L'adeguamento liturgico secondo le norme postconciliari venne condotto nel 2016 mediante l'aggiunta dell'ambone e dell'altare rivolto verso l'assemblea.

## Descrizione

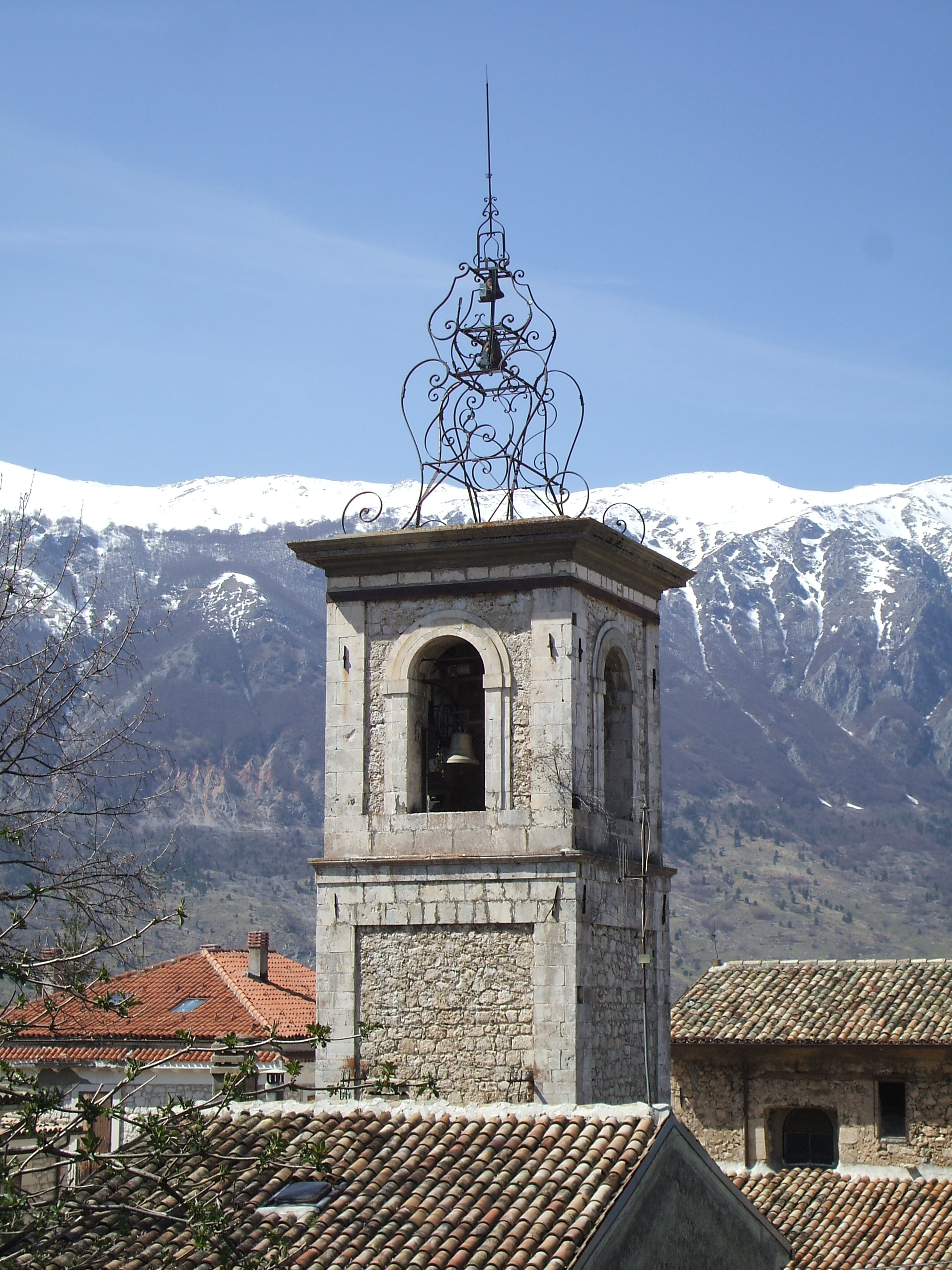
Il campanile

### Esterno
La facciata a salienti della chiesa, rivolta a sudovest, presenta in basso i tre portali d'ingresso, il maggiore dei quali è coronato dal timpanetto triangolare spezzato, e sopra altrettante finestre.
Annesso alla parrocchiale è il campanile a base quadrata, la cui cella presenta su ogni lato una monofora a tutto sesto.

### Interno
L'interno dell'edificio si compone di tre navate, separate da pilastri con capitelli a cornice sorreggenti degli archi a tutto sesto e abbelliti da lesene sopra le quali corre la trabeazione aggettante e modanata su cui si impostano le volte di copertura; al termine dell'aula si sviluppa il presbiterio, rialzato di alcuni gradini, ospitante l'altare maggiore e chiuso dall'abside di forma poligonale, coperta dalla volta a padiglione.